# Эпидаврос
Эпи́даврос (греч. Δήμος Επιδαύρου) — община (дим) в Греции в северо-восточной части Пелопоннеса, на полуострове Арголиде, на побережье залива Сароникоса. Входит в периферийную единицу Арголиду в периферии Пелопоннес. Население 8115 жителей по переписи 2011 года. Площадь 340,442 квадратного километра. Плотность 23,84 человека на квадратный километр. Административный центр — Лигурион. Димархом на местных выборах 2014 года избран Констандинос Гадзиос (Κωνσταντίνος Γκάτζιος).
В 2011 году по программе «Калликратис» произошло к общине Эпидаврос присоединена упразднённая община Асклипьио.
Название получила от древнего города Эпидавра.

## Административное деление

Административное деление общины:
1 — Асклипьио
2 — Эпидаврос

Община Эпидаврос делится на две общинные единицы.
| Общинная единица | Сообщество      | Население (2011), человек | Площадь, км² |
| ---------------- | --------------- | ------------------------- | ------------ |
| Асклипьио        | Адамион         | 330                       | 53,442       |
| Асклипьио        | Айос-Димитриос  | 808                       | 10,005       |
| Асклипьио        | Аркадикон       | 241                       | 18,835       |
| Асклипьио        | Асклипьио       | 2849                      | 97,556       |
| Эпидаврос        | Димена          | 520                       | 19,153       |
| Эпидаврос        | Неа-Эпидаврос   | 987                       | 54,663       |
| Эпидаврос        | Палеа-Эпидаврос | 1932                      | 29,404       |
| Эпидаврос        | Трахья          | 448                       | 57,384       |